# Blauwe lijn (metro van Lissabon)
De Blauwe lijn is de eerste lijn van de Metro in Lissabon, en is geopend in 1959. Deze lijn telt momenteel 17 haltes. De lijn is geheel ondergronds aangelegd.

## Geschiedenis
In 1959 is de lijn geopend als een lijn met twee takken die liepen van Sete Rios (thans Jardim Zoológico) en Entre Campos die samenkwamen bij Rotunda (thans Marquês de Pombal) om vandaaruit door te rijden naar Restauradores in het centrum van de stad. De totale lengte bedroeg indertijd 6,5km.
In 1972 werd het zuidelijk deel uitgebreid via station Rossio en Anjos naar Alvalade.
In 1988 werden de twee takken van de lijn uitgebreid richting enerzijds Colégio Militar (thans Colégio Militar-Luz) en anderzijds richting Campo Grande.
In 1993 werd de lijn vanaf Alvalade uiteindelijk verlengd naar Campo Grande om zodoende een cirkel te vormen met de tak van Rotunda naar Campo Grande.
In 1995 is de metro van Lissabon opgesplitst in twee lijnen. De blauwe lijn liep voortaan van Colégio Militar-Luz via Rossio naar Campo Grande. De lijn van Marquês de Pombal naar Campo Grande werd vanaf toen als Gele lijn genoemd.
In mei 1998 werd de lijn onder de stad verlengd naar Baixia/Chiado en het deel van Rossio naar Campo Grande afgesplits als Groene lijn.
In 2004 is de lijn in noordelijk richting verlengd naar Amadora Este.
In december 2007 werd na vele vertragingen de blauwe lijn in zuidoostelijke richting verlengd naar Santa Apolónia. Tevens werd op deze verlenging het station Terreiro do Paço in gebruik genomen alwaar men kan overstappen op enkele veren die over de Taag varen.

## Toekomst
In de noordelijke richting is een verlenging naar station Reboleira in studie. Dit is een spoorwegstation aan de spoorlijn naar Sintra.